# Arnolf Giedroyć
Arnolf Giedroyć herbu własnego (zm. 11 kwietnia 1687 roku) – podkomorzy piński w latach 1668-1687, wojski piński w latach 1656-1668, cześnik piński w latach 1641-1656, miecznik piński w 1641 roku.
Poseł sejmiku pińskiego na sejm 1667 roku.